# くにおくん熱血コンプリート ファミコン編
『くにおくん熱血コンプリート ファミコン編』（くにおくんねっけつコンプリート ファミコンへん）は、アークシステムワークスから2016年12月8日に発売されたニンテンドー3DS用ゲームソフト。ファミリーコンピュータで発売されたくにおくんシリーズのゲーム11作品を収録している。
全タイトルがダウンロードプレイに対応しておりマルチプレイが可能。中断セーブ機能があるが、全作品共通で1ヶ所のみである。
同様のソフトにくにおくん ザ・ワールド〜クラシックスコレクション〜がある。

## 収録ソフト
- 熱血硬派くにおくん（1987年）
- 熱血高校ドッジボール部（1988年）
- ダウンタウン熱血物語（1989年）
- 熱血高校ドッジボール部 サッカー編（1990年）
- ダウンタウン熱血行進曲 それゆけ大運動会（1990年）
- ダウンタウンスペシャル くにおくんの時代劇だよ全員集合!（1991年）
- いけいけ!熱血ホッケー部 すべってころんで大乱闘（1992年）
- びっくり熱血新記録!はるかなる金メダル（1992年）
- 熱血格闘伝説（1992年）
- くにおくんの熱血サッカーリーグ（1993年）
- 熱血!すとりーとバスケット がんばれDunk Heroes（1993年）

## くにおくん ザ・ワールド〜クラシックスコレクション〜
『くにおくん ザ・ワールド〜クラシックスコレクション〜』は、2018年12月20日に発売されたゲームソフト。対応機種はNintendo Switch、PlayStation 4、Xbox One。ファミコン版くにおくんシリーズに加え海外で発売されたソフト（『ダブルドラゴン』シリーズ含む）が収録されている。
オンラインに対応しており、最大4人同時プレイが可能。各ゲームごとに4つの中断セーブが可能。
- RENEGADE（海外版『熱血硬派くにおくん』）
- Super Dodge Ball（海外版『熱血高校ドッジボール部』）
- River City Ransom（海外版『ダウンタウン熱血物語』）
- Crash'n the Boys Street Challenge（海外版『びっくり!熱血新記録』）

- DOUBLE DRAGON
- DOUBLE DRAGONII
- DOUBLE DRAGONIII

初回特典として、りきが主人公の『花園高校ドッジボール部』（『熱血高校ドッジボール部』のキャラ替え版）のダウンロードコードが封入された。